# Фишър (окръг, Тексас)
Окръг Фишър (на английски: Fisher County) е окръг в щата Тексас, Съединени американски щати. Площта му е 2336 km², а населението - 4334 души (2000). Административен център е град Роби.